# Halectinosoma abrau
Halectinosoma abrau är en kräftdjursart som först beskrevs av Kricagin 1878.  Halectinosoma abrau ingår i släktet Halectinosoma och familjen Ectinosomatidae. Arten är reproducerande i Sverige. Inga underarter finns listade i Catalogue of Life.